# Philippe de Villiers

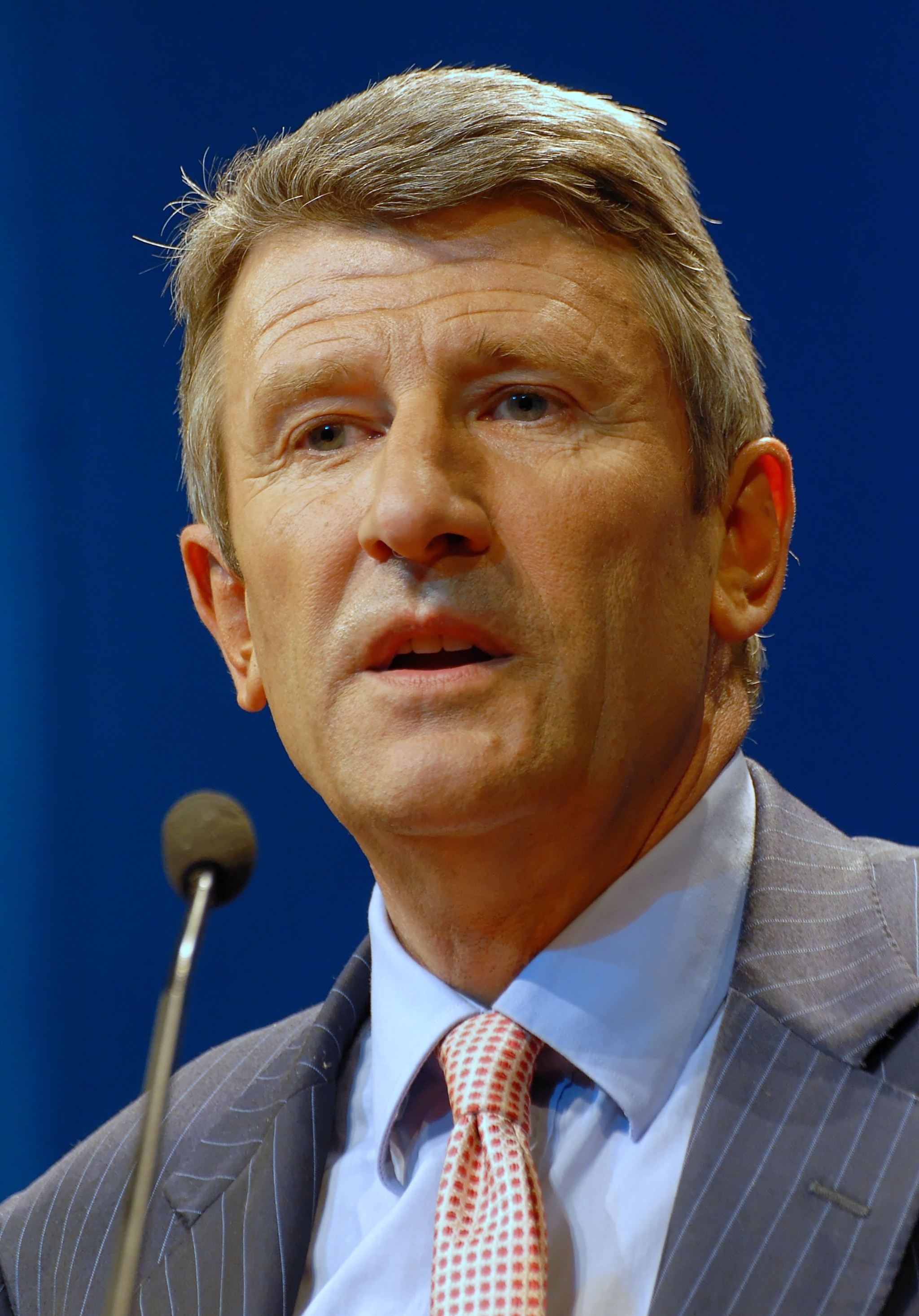
Philippe de Villiers (2007)

Philippe de Villiers (* 25. März 1949 in Boulogne, Département Vendée; eigentlich Philippe Marie Jean Joseph Le Jolis de Villiers de Saintignon) ist ein französischer Politiker und Publizist. Er war von 1988 bis 2010 Präsident des Generalrats der Vendée, von 1994 bis 2018 Vorsitzender der nationalkonservativen Partei Mouvement pour la France (MPF) sowie zwischen 1994 und 2014 mehrfach Mitglied des Europäischen Parlaments. Er trat 1995 und 2007 erfolglos zur Präsidentschaftswahl an.

## Herkunft, Familie, Ausbildung
Philippe de Villiers entstammt der Adelsfamilie der Vicomte Le Jolis de Villiers aus der Normandie. Durch seine Großmutter väterlicherseits stammt er von den lothringischen Grafen von Saintignon ab. Sein Vater Jacques de Villiers war im Zweiten Weltkrieg Mitglied der Résistance und später 36 Jahre lang Bürgermeister der Gemeinde Boulogne im westfranzösischen Département Vendée, wo auch Philippe de Villiers geboren wurde und aufwuchs. Ein jüngerer Bruder ist der pensionierte Armeegeneral Pierre de Villiers, der 2014 bis 2017 Chef des Generalstabes der französischen Streitkräfte war. Philippe de Villiers ist seit 1973 mit Dominique de Buor de Villeneuve verheiratet, mit der er sieben Kinder hat.
Nach dem Besuch katholischer Privatschulen absolvierte Philippe de Villiers ein Jurastudium an der Universität Nantes, das er 1971 mit der Maîtrise in öffentlichem Recht abschloss. Im Jahr darauf erwarb er das Diplom des Institut d’études politiques de Paris (Sciences Po) im Bereich öffentlicher Dienst. Von 1976 bis 1978 durchlief er die Elitehochschule École nationale d’administration (ENA; Jahrgang « Pierre Mendès-France »). Anschließend arbeitete er in der Präfektur des Départements Charente-Maritime. In den Ruinen des Château du Puy du Fou in Les Epesses (Vendée) initiierte er 1978 das Historienspektakel La Cinéscénie, aus dem später der Themenpark „Puy du Fou“ hervorging.
1979 wurde er Unterpräfekt des Arrondissements Vendôme im Département Loir-et-Cher. Unmittelbar nach dem Sieg François Mitterrands bei der Präsidentschaftswahl 1981 quittierte er den Dienst, um nicht unter einer linken Regierung dienen zu müssen. Anschließend war er bei der regionalen Industrie- und Handelskammer der Pays de la Loire tätig. Nach der Liberalisierung des Rundfunks gründete de Villiers im November 1981 den privaten Radiosender Alouette FM und im Jahr darauf die Wochenzeitung Alouette Hebdo. Gemeinsam mit Olivier Guichard, dem späteren Regionalpräsidenten der Pays de la Loire gründete de Villiers 1984 die private Kommunikationsschule in Nantes.

## Laufbahn als Politiker
Philippe de Villiers trat 1985 der liberal-konservativen Parti républicain bei, die zum bürgerlichen Parteienbündnis Union pour la démocratie française (UDF) gehörte. Bei der Parlamentswahl 1986 trat er für die gemeinsame Liste von UDF und RPR an, verpasste aber den Einzug in die Nationalversammlung. Von März 1986 bis Juni 1987 war er Staatssekretär für Kultur (unter dem Kulturminister François Léotard) im Kabinett Chirac II. Nach dem Tod des Abgeordneten Vincent Ansquer rückte de Villiers im Juli 1987 in die Nationalversammlung nach, der er bis 1994 angehörte (1988 und 1993 wiedergewählt).
Zudem war er von 1987 bis 2010 Vertreter des Kantons Montaigu im Generalrat der Vendée und von 1988 bis 2010 Präsident des Generalrats dieses Départements. In dieser Funktion weihte er 1993 gemeinsam mit Alexander Solschenizyn in Les Lucs-sur-Boulogne das Mahnmal für die Opfer der Niederschlagung des royalistisch-katholischen Aufstands der Vendée durch „Höllenkolonnen“ der jakobinischen Ersten Republik im Jahr 1794 ein. Villiers setzte sich zudem für die Anerkennung des Terrors in der Vendée als Verbrechen gegen die Menschlichkeit durch die Vereinten Nationen ein.
Neben den RPR-Politikern Charles Pasqua und Philippe Séguin gehörte de Villiers zu den prominentesten konservativen Gegnern des EU-Vertrags von Maastricht und Anführern der „Nein“-Kampagne beim Referendum 1992. Mit Christine Boutin und Bernard Debré initiierte er 1991 die Bewegung Combats pour les Valeurs („Kämpfe für die Werte“), aus der 1993 Combat pour la France („Kampf für Frankreich“) hervorging. Bei der Europawahl im Juni 1994 stand de Villiers an der Spitze der EU-skeptischen Liste Majorité pour l’Autre Europe („Mehrheit für ein anderes Europa“), die 12,3 % der Stimmen gewann und mit 13 Abgeordneten in das Europäische Parlament einzog. Dort saß er zunächst in der Fraktion Europa der Nationen und war Mitglied im Ausschuss für Grundfreiheiten und innere Angelegenheiten.
Im November 1994 gründeten die Abgeordneten und Anhänger der Liste Majorité pour l’Autre Europe die Partei Mouvement pour la France (MPF; „Bewegung für Frankreich“), deren Vorsitz de Villiers übernahm. Sie trat für ein weitgehend unabhängiges Frankreich ein, das keine Souveränität an die Europäische Union abgibt. Bei der Präsidentschaftswahl 1995 trat de Villiers für das MPF an und kam mit 4,7 % der Stimmen auf den siebenten Platz. Damit verfehlte er knapp die Fünf-Prozent-Hürde, die zur Rückerstattung der Wahlkampfkosten berechtigt hätte. Im Juni 1997 legte er sein Mandat im EU-Parlament nieder, um wieder in die französische Nationalversammlung einzuziehen. Zusammen mit Charles Pasqua, der sich aufgrund seiner Gegnerschaft zum EU-Vertrag von Amsterdam vom gaullistischen RPR lossagte, führte de Villiers bei der Europawahl 1999 die Liste Rassemblement pour la France et l’indépendance de l’Europe (RPF), die 13,1 % der Stimmen und 13 der 87 französischen Sitze im Europaparlament erhielt. De Villiers wurde stellvertretender Vorsitzender der Fraktion Union für das Europa der Nationen (UEN), schied jedoch im Dezember 1999 aus dem EU-Parlament aus, um weiter sein Mandat in der Nationalversammlung wahrzunehmen. Im Sommer 2000 gingen de Villiers’ MPF und Pasquas RPF wieder getrennte Wege.
Bei der Parlamentswahl 2002 wurde de Villiers als Abgeordneter in der Nationalversammlung bestätigt, der er bis Juli 2004 angehörte. Zur Europawahl 2004 zog er für das MPF, das diesmal 7,6 % der Stimmen und drei Sitze erhielt, erneut in das Europäische Parlament ein. Dort saß de Villiers in der EU-skeptischen Fraktion Unabhängigkeit/Demokratie und war von 2004 bis 2007 stellvertretender Vorsitzender des Fischereiausschusses. Einer Erhebung der Seite Parlorama zufolge gehörte de Villiers in der Legislaturperiode 2004–2009 zu den EU-Abgeordneten, die die meisten Sitzungen versäumten (Platz 910 von 921).

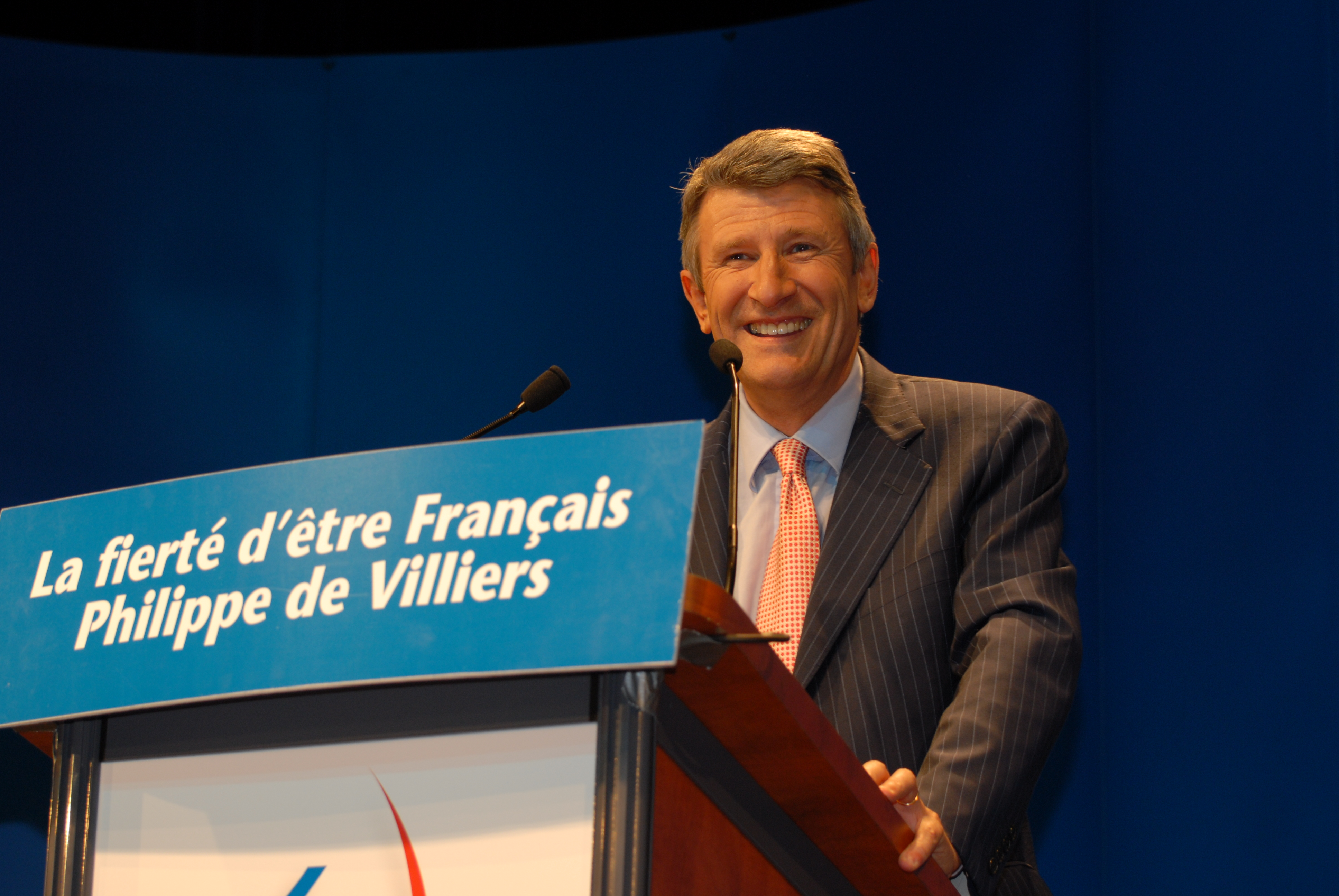
De Villiers im Präsidentschafts-Wahlkampf 2007 – Motto „Der Stolz, ein Franzose zu sein“

Mit seinem Buch Les Mosquées de Roissy („Die Moscheen von Roissy“) um angebliche Netzwerke islamischer Fundamentalisten in der Gepäckabfertigung des Pariser Großflughafens machte Villiers 2006 Schlagzeilen. Im Jahr darauf unternahm er einen weiteren Versuch, zum französischen Staatspräsidenten gewählt zu werden. Hauptthemen seiner Kampagne waren der Kampf gegen die Europäische Union und den starken Euro, seine Forderung nach einem Einwanderungsstopp und seine Warnung vor einer möglichen Islamisierung Frankreichs. Im politischen Spektrum versuchte Villiers den Raum zwischen dem konservativen Kandidaten Nicolas Sarkozy und dem Rechtsextremen Jean-Marie Le Pen zu besetzen. Zudem stützte sich Villiers auf seine politische Bilanz als Präsident im Generalrat des Départements Vendée. Doch er erzielte nur noch 2,2 % der Stimmen.

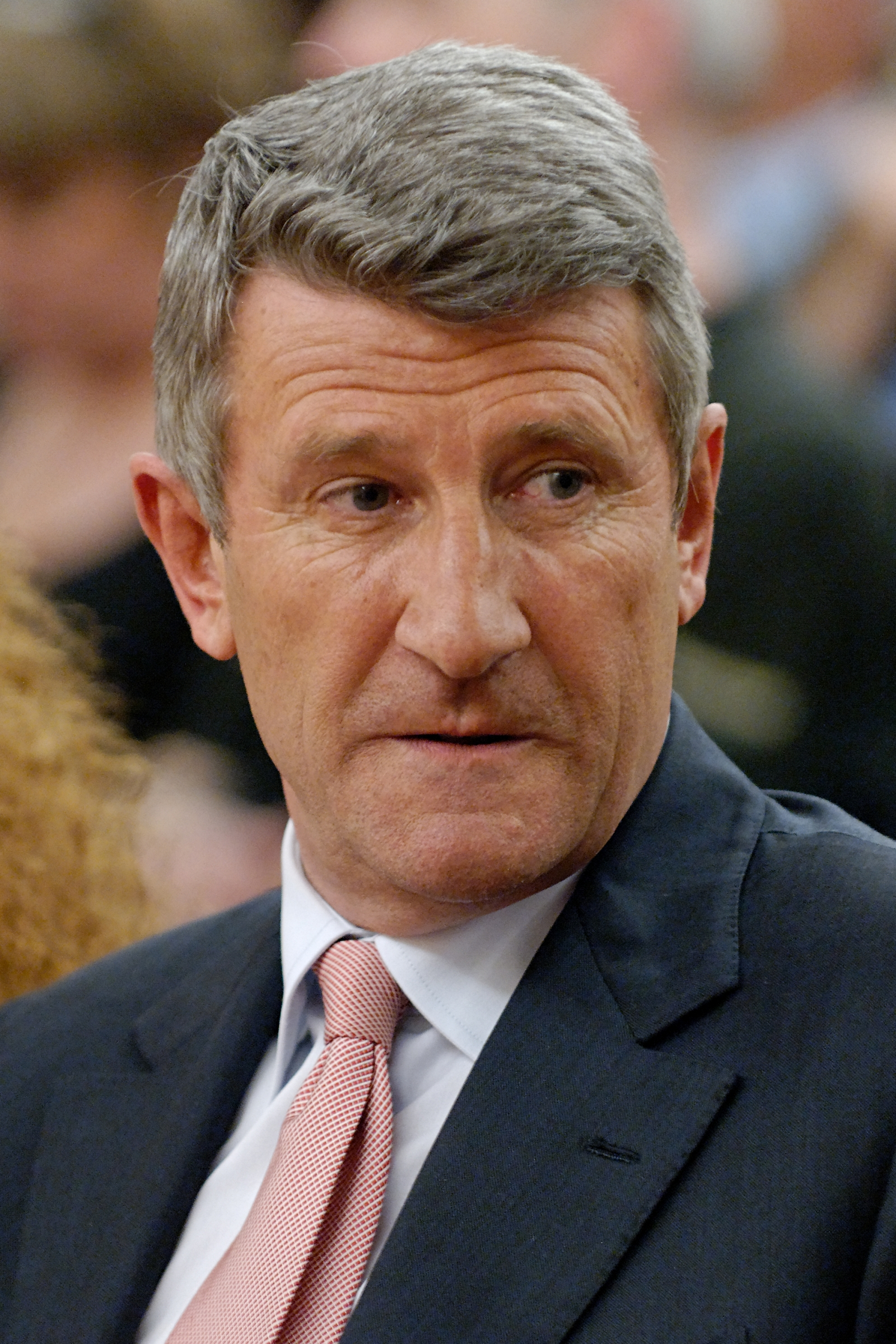
Philippe de Villiers im Europawahlkampf 2009

Im Februar 2009 gab Villiers seine Mitgliedschaft in der neu gegründeten paneuropäischen Organisation Libertas bekannt, die den Vertrag von Lissabon ablehnte. Durch die Mitgliedschaft Villiers’ erfüllte Libertas die notwendigen Kriterien, um als europäische politische Partei anerkannt zu werden. Bei der Europawahl in Frankreich 2009 wurde er als einziger Libertas-Kandidat überhaupt ins Europäische Parlament gewählt. Dort war er in der Legislaturperiode bis 2014 stellvertretender Vorsitzender der Fraktion Europa der Freiheit und der Demokratie (EFD). Er gehörte dem Ausschuss für regionale Entwicklung an, der Delegation für die Beziehungen zur Schweiz und zu Norwegen, dem Gemischten Parlamentarischen Ausschuss EU-Island, dem Gemischten Parlamentarischen Ausschuss Europäischer Wirtschaftsraum sowie der Delegation für die Beziehungen zu Südafrika. De Villiers nahm 2013 am Protest gegen die Öffnung der Ehe für gleichgeschlechtliche Paare (La Manif pour tous) teil.
Bei der Europawahl 2014 trat de Villiers nicht mehr an. Zur Präsidentschaftswahl 2017 gab er keine Wahlempfehlung ab. Er traf sich jedoch mehrfach mit Marine Le Pen vom rechtsextremen Front National, um deren Präsidentschaftskampagne zu unterstützen. Das Mouvement pour la France löste sich im Juni 2018 auf. 2021 trat er Éric Zemmours Partei Reconquête bei.

## Schriften
- Lettre ouverte aux coupeurs de tête et aux menteurs du Bicentenaire (1989).
- La chienne qui miaule (1990).
- Notre Europe sans Maastricht (1992).
- Avant qu'il ne soit trop tard (1993).
- La société de connivence (1994).
- Dictionnaire du politiquement correct à la française (1996).
- La saga du Puy du Fou (1997).
- La machination d'Amsterdam (1998).
- Vous avez aimé les farines animales, vous adorerez l'euro (2001).
- La 51e étoile du drapeau américain (2003).
- Quand les abeilles meurent, les jours de l'homme sont comptés (2004).
- Les Turqueries du grand mamamouchi (2005).
- Les mosquées de Roissy (2006).
- Une France qui gagne (2007) ISBN 978-2-268-06148-1
- Les Secrets du Puy du Fou (2012) ISBN 978-2-226-24017-0
- Le Roman de Charette (2012) ISBN 978-2-226-24421-5
- Le Roman de Saint Louis (2013) ISBN 978-2-226-24977-7
- Le Roman de Jeanne d'Arc (2014) ISBN 978-2-226-31234-1
- Le moment est venu de dire ce que j'ai vu (2015) ISBN 978-2-226-31906-7
- Les cloches sonneront-elles encore demain ?, Albin Michel, Paris 2016, ISBN 978-2-226-39378-4
- Le Puy du Fou : un rêve d'enfance, Editions du Rocher (25. April 2018), ISBN 978-2-268-09934-7
- Le Mystère Clovis, Albin Michel (10. Oktober 2018), ISBN 978-2-226-43775-4
- J'ai tiré sur le fil du mensonge et tout est venu, Fayard (6. März 2019), ISBN 978-2-213-71228-4